# Acalolepta sumbawana
Acalolepta sumbawana là một loài bọ cánh cứng trong họ Cerambycidae.